# Аліція Марія Куберська
Аліція Марія Куберська (пол. Alicja Maria Kuberska, нар. 1960 р. у Свебодзіні) — польська поетеса, письменниця, журналістка, видавниця й перекладачка. Лавреатка багатьох літературних конкурсів.
Член Товариства польських літераторів відділення II / Варшава та Асоціації Writers International Asociation «Pjoter Bogdani» (Албанія). Входить до редколегії журналів: «Our Poetry Archive» (Індія), та «Inner Child Press» (США), а також до ради Soflay Literature Foundation.

## Публікації
Опублікувала 9 поетичних збірок. Дебютувала у 2011 році збіркою «Скляна дійсність». У 2012 році видала чергову збірку віршів під назвою «Аналіз почуттів». Третя книга «Моменти» вийшла англійською мовою як у Польщі, так і в США. У 2014 році опублікувала роман «Віртуальні троянди» та збірку «На межі мрії». У 2015 році вийшли книги: «Дівчина в дзеркалі» у Великобританії, «Люби мене», «(Не) мій вірш» у США» і видала в США міжнародну антологію «По той бік екрану». У 2016 році видала в США книгу «Смак кохання» та антологію «Любов як повітря». Того ж року побачила світ поетична книга «Викрадачка снів».
Співредакторка міжнародних антологій «The other side of the screen» (CUIA, 2015), «Love is like air» (США, 2016). Твори надруковані в багатьох антологіях, а також у журналах, у Польщі й за кордоном.
Головна редакторка серії антологій «Метафора Сучасності».
Її вірші опубліковані в багатьох антологіях та журналах Польщі, Великобританії, Албанії, Бельгії, Чехії, Італії, Іспанії, Канади, США, Чилі, Індії, Австралії, Ізраїлю, Південної Кореї.

## Відзнаки
Серед іншого:
- двічі номінантка Pushcart Prize в США (у 2011 і 2015)
- лауреатка міжнародного поетичного конкурсу «Nos-side» UNESCO в Італії (2014, 2015, 2020)
- поетеса видання "The year of the poet" в березні 2015 та травні 2017 (США).
- триразова лауреатка Мистецьких маневрів Війська Польського (2016, 2019, 2020)
- лауреатка міжнародного конкурсу «European Academy of Science Arts and Letters» у Франції (2017)
- нагороджена медаллю Європейської академії наук мистецтв і літератури у Франції (2018)
- лавреатка міжнародного літературного конкурсу в Італії Tra le parole e l'infinito (2018).
- лавреатка першої премії на міжнародному конкурсі в Італії Premio Internazionale di Poesia Poseidonia Paestrum (2019).